# Musellifer profundus
Musellifer profundus är en djurart som tillhör fylumet bukhårsdjur, och som beskrevs av Vivier 1974. Musellifer profundus ingår i släktet Musellifer och familjen Chaetonotidae. Inga underarter finns listade i Catalogue of Life.